# Brce
Brce je naselje u slovenskoj Općini Ilirskoj Bistrici. Brce se nalazi u pokrajini Notranjskoj i statističkoj regiji Notranjsko-kraškoj. 

## Stanovništvo
Prema popisu stanovništva iz 2002. godine naselje je imalo 35 stanovnika.